# هنري بلانكو
هنري بلانكو (بالإسبانية: Henry Blanco) هو لاعب كرة قاعدة فنزويلي، ولد في 29 أغسطس 1971 في كاراكاس في فنزويلا.

## وصلات خارجية
- هنري بلانكو على موقع دوري كرة القاعدة الرئيسي (الإنجليزية)
- هنري بلانكو على موقعبيزبول رفرنس.كوم (الدوري الرئيسي) (الإنجليزية)
- هنري بلانكو على موقعبيزبول رفرنس.كوم (الدوري الثانوي) (الإنجليزية)
- هنري بلانكو على موقع إي إس بي إن.كوم (أم.أل.بي) (الإنجليزية)
- هنري بلانكو على موقع مشجعي الرسوم البيانية (الإنجليزية)